# Indyjski Narodowy Kongres Związków Zawodowych
Indyjski Narodowy Kongres Związków Zawodowych (ang. Indian National Trade Union Congress, INTUC) – centrala związkowa działająca w Indiach od 1947. INTUC podawała w 2011, że zrzeszała ponad 30 milionów członków.
Jest zrzeszona Międzynarodowej Konfederacji Wolnych Związków Zawodowych.

## Historia
INTUC została założona we współpracy z Indyjskim Kongresem Narodowym (INC), który opowiadał się wówczas za mniej bojowym ruchem związkowym niż Ogólnoindyjski Kongres Związków Zawodowych. INTUC jest w dużej mierze antykomunistyczna.
INTUC była jedną z 10 organizacji związkowych, które odpowiadały za zorganizowanie 26 listopada 2020 strajku generalnego w Indiach. Był to prawdopodobnie największym w historii ludzkości strajk, biorąc pod uwagę ilość uczestników, których liczbę oszacowano na ponad 250 000 000.